# Aprendo en casa

Logo de «Aprendo en casa».

«Aprendo en casa» (ocasionalmente abreviado como AeC) es una estrategia de educación a distancia escolar, impuesta por el Ministerio de Educación del Perú, en especial para continuar con las clases escolares en el marco del estado de emergencia causado por la COVID-19. Se implementa y difunde mediante radio, televisión y un sitio web educativo.

## Historia

### 2020
A raíz del confinamiento por la pandemia de COVID-19 en Perú, los centros e instituciones educativas decidieron continuar con las clases escolares a distancia. Para ello, algunas escuelas implementaron aulas virtuales en softwares de videoconferencias como Zoom y Meet. No obstante, el entonces ministro de Educación, Martín Benavides, notificó la creación de la estrategia «Aprendo en casa», como un complemento y guía a seguir para maestros y estudiantes en las clases virtuales. También informó que la difusión se llevaría a cabo desde el 6 de abril de 2020, mediante tres medios digitales: un programa de televisión emitido por la cadena estatal, TV Perú; un programa de radio por la emisora estatal, Radio Nacional y un sitio web que aloja recursos educativos.
Hubo una pequeña pausa en la publicación de los recursos, del 27 de julio al 3 de agosto, con motivo de las vacaciones de mitad de año.
Las actualizaciones y realizaciones de programas culminaron el 22 de diciembre de 2020, debido al cierre del periodo lectivo escolar.

### 2021

Logo de Aprendo en casa: Modo vacaciones.

Durante las vacaciones del año escolar de 2021, bajo la adaptación Aprendo en casa: Modo vacaciones, se crearon los programas Lengua de señas peruana y Somos familia, orientada a los apoderados para reflexionar sobre los problemas familiares y la etapa de crecimiento de los estudiantes. Para niños de 3 a 5 años, se implementaron tres módulos de aprendizaje: Chancay y sus amigos, Plaza Sésamo e igualmente Somos familia, y con respecto a estudiantes de 6 a 16 años, se crearon: Somos artistas, Somos reporteros, ¡Vamos a jugar! y ¡Vamos a resolverlo!. Para los jóvenes que culminaron la educación básica y se encuentran en camino a la superior, se creó la edición Promo 2020, la pre, la cual tuvo material en el sitio web y el programa de TV Perú.
Para el periodo escolar de 2021, el entonces ministro de Educación, Ricardo Cuenca, informó que la estrategia se emplearía nuevamente y explicó su plan de la implementación de tres nuevas modalidades: remota, semipresencial y presencial. Detalló que el funcionamiento de estas va a depender de las condiciones territoriales de cada distrito o región en relación con la pandemia de COVID-19. Aprendo en casa se lanzó nuevamente el lunes 5 de abril de 2021, mediante televisión y radio, mientras que el sitio web amplió sus recursos y funciones.
En julio de 2021, se lanza una aplicación oficial en Google Play Store, que es una versión del sitio web creada para facilitar la navegación en teléfonos móviles y tabletas.
Al igual que en el 2020, la publicación de los recursos y programas se pausaron con las vacaciones de medio año, del 26 de julio al 8 de agosto. Al retornar, los programas de televisión y radio amplían su contenido para traer episodios de educación intercultural bilingüe en las lenguas originarias: aimara, ashaninka, awajún, quechua chanka, quechua central, quechua collao, shawi, shipibo-konibo y yanesha.

### 2022
El 10 de enero de 2022, la estrategia retornó con una programación denominada Aprendo en casa: vacaciones, el cual presenta diversas secuencias de acuerdo al nivel, mientras que el sitio web se abrió desde esa fecha con recursos de actividades artísticas, deportivas y recreativas para estudiantes de inicial, primaria y secundaria, así como materiales para reforzar los aprendizajes del año anterior.

## Distinciones
- Premio de Buenas Prácticas en Gestión Pública 2020 en la categoría «educación», otorgado por la entidad privada sin fines de lucro, Ciudadanos al Día.[20][21]
  - Premio Especial de Combate y Reducción de Efectos del COVID-19, también otorgado por Ciudadanos al Día.[20][21]
- Premio Luces 2020 por «mejor programa educativo/cultural», otorgado a Aprendo en casa TV por el diario El Comercio.[22][23]
  - Los presentadores del programa de TV: Júnior Béjar, Yanira Dávila y Stephany Orúe fueron nominados en 2020 al mismo premio en la categoría de «mejor conducción», pero no resultaron ganadores.[23]